# Lys-Saint-Georges
Lys-Saint-Georges is een gemeente in het Franse departement Indre (regio Centre-Val de Loire) en telt 213 inwoners (1999). De plaats maakt deel uit van het arrondissement La Châtre.

## Geografie
De oppervlakte van Lys-Saint-Georges bedraagt 12,9 km², de bevolkingsdichtheid is 16,5 inwoners per km².
Lys-Saint-Georges is gelegen aan de Gourdon.

## Geschiedenis
Men heeft er sporen van prehistorische bewoning en resten uit de Gallo-Romeinse tijd gevonden.
Lys-Saint-Georges zou zijn naam te danken hebben aan een ontmoeting van Richard Leeuwenhart en Philips Augustus (Filips II van Frankrijk). Het kasteel is van de 13e eeuw en was later eigendom van de beroemde Jacques Coeur. Dit vierkante middeleeuwse fort, later tot Renaissance woonkasteel omgevormd, ligt op een hoge plek boven de Gourdon, fraai omgeven door een gracht. De ellipsvormige forttoren is van de 14e eeuw; het woonkasteel van de 15e eeuw.
De kerk St.Léger is ook van de 13e eeuw; in de kerk bevindt zich de kapel van de kasteelheer uit de 15e eeuw.
De huizen in het dorp zijn meest van de 16e-18e eeuw.
In het dorpje bevindt zich het "Maison du Jardinier", klein regionaal museum met expositieruimte. Net buiten het dorpje ligt op de locatie l'Hôpital een oude leprozerie met zijn kapel.
De onderstaande kaart toont de ligging van Lys-Saint-Georges met de belangrijkste infrastructuur en aangrenzende gemeenten.

## Demografie
Onderstaande figuur toont het verloop van het inwonertal (bron: INSEE-tellingen).

## Varia
Arthur Lehning (1899-2000), winnaar van de P.C.Hooftprijs 1999, is in Lys-Saint-Georges overleden. Hij is er ook begraven.

## Foto's

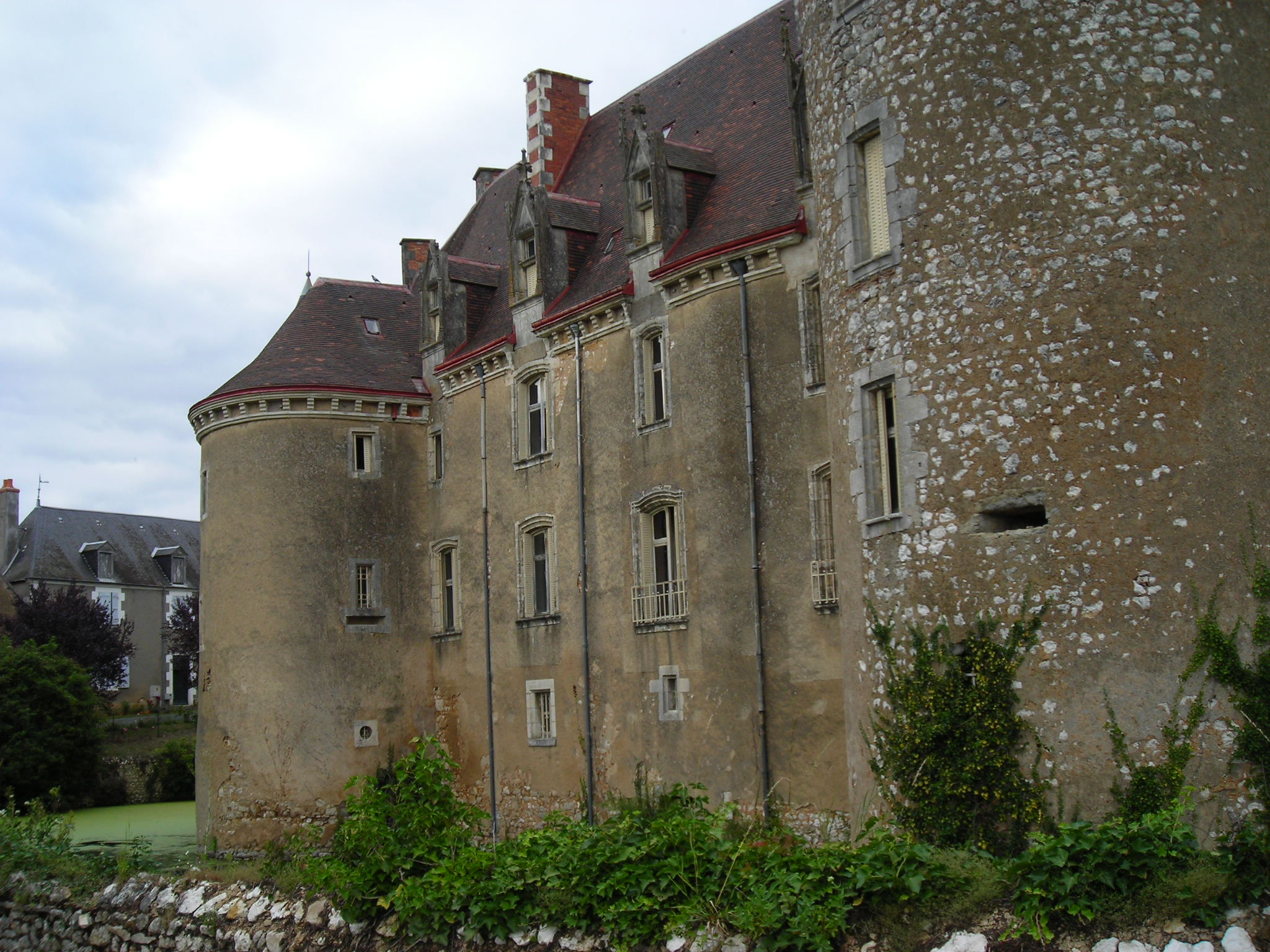
Het kasteel
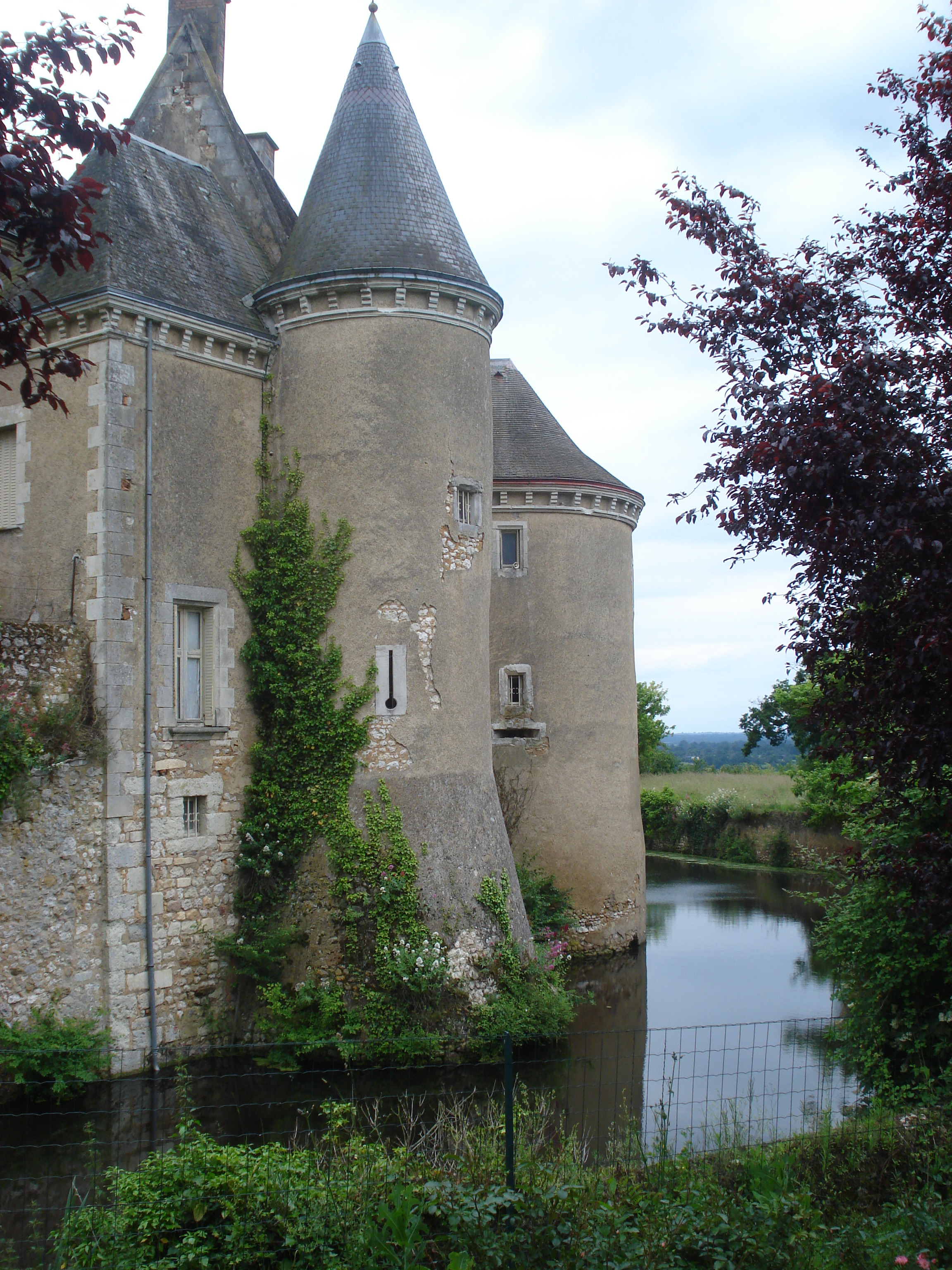
Het kasteel met de gracht
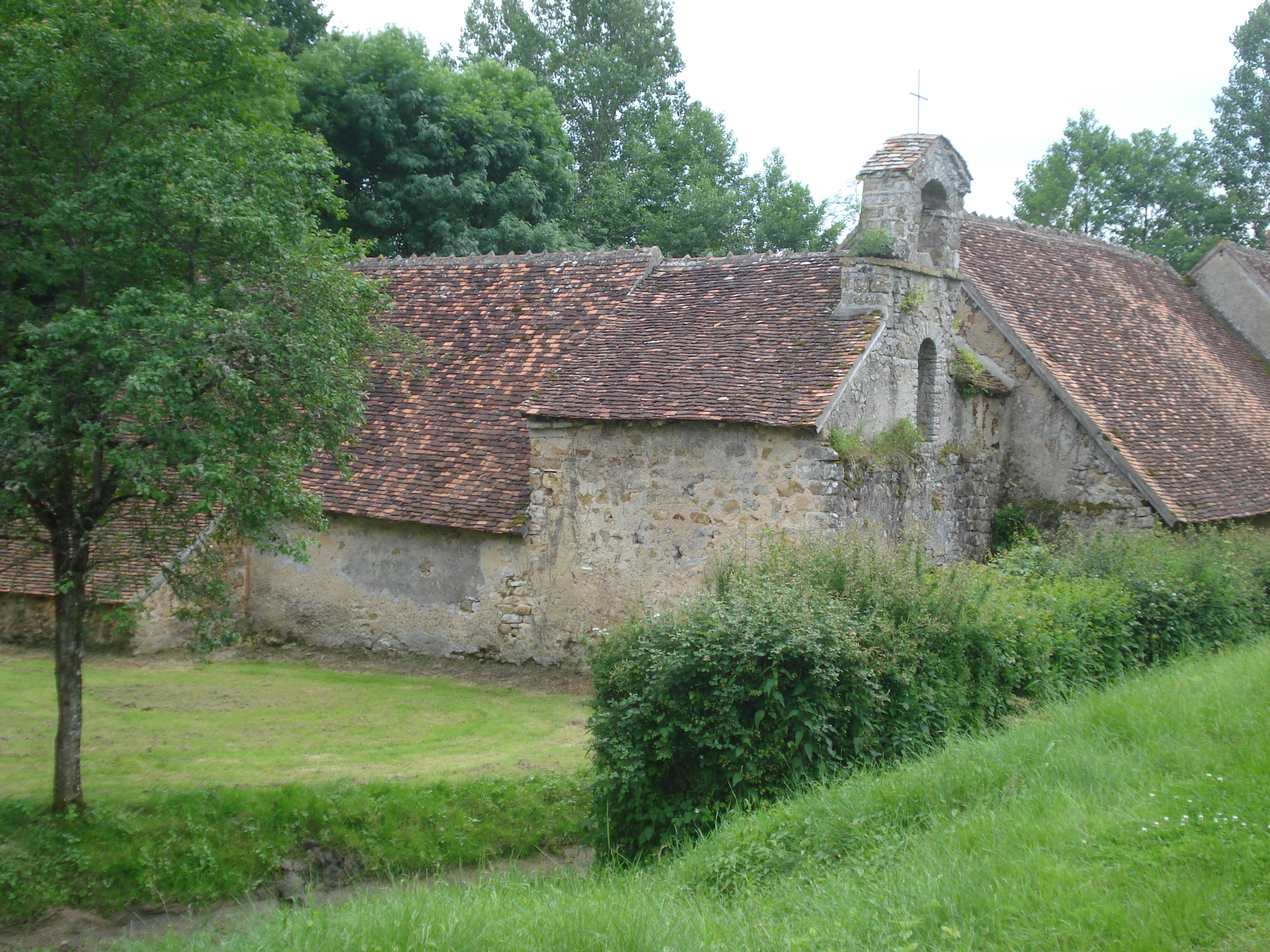
Kapel van de voormalige leprozerie

1. ↑  Populations de référence 2022.